# Tatjana Mittermayer
Tatjana Mittermayer (Aschau im Chiemgau, 26 juli 1964) is een voormalig freestyleskiester uit Duitsland. Ze vertegenwoordigde haar vaderland op de Olympische Winterspelen 1992 in Albertville, de Olympische Winterspelen 1994 in Lillehammer en de Olympische Winterspelen 1998 in Nagano. Ook nam ze deel aan het demonstratie onderdeel moguls tijdens de Olympische Winterspelen 1988 in Calgary, hierbij vielen geen olympische medailles te behalen.
Tegenwoordig hebben Mittermayer en voormalig freestyleskiër Enno Thomas hun eigen skikamp. 

## Resultaten

### Olympische Winterspelen
| Jaar | Plaats      | Resultaten |
| ---- | ----------- | ---------- |
| 1988 | Calgary     | 1e Moguls# |
| 1992 | Albertville | 4e Moguls  |
| 1994 | Lillehammer | 6e Moguls  |
| 1998 | Nagano      | Moguls     |

# Demonstratie onderdeel waarbij geen olympische medailles werden toegekend.

### Wereldkampioenschappen
| Jaar | Plaats                | Resultaten                |
| ---- | --------------------- | ------------------------- |
| 1986 | Tignes                | 4e Moguls                 |
| 1989 | Oberjoch              | Moguls                    |
| 1991 | Lake Placid           | Moguls                    |
| 1993 | Altenmarkt-Zauchensee | 4e Moguls                 |
| 1995 | La Clusaz             | Moguls                    |
| 1997 | Nagano                | Moguls                    |
| 1999 | Meiringen-Hasliberg   | 6e Moguls 17e Dual moguls |

### Wereldbeker
Eindklasseringen
| Seizoen   | Algemeen         | Moguls           | Dual moguls       |
| --------- | ---------------- | ---------------- | ----------------- |
| 1985/1986 | 30e 2,00 punten  | 13e 9,00 punten  |                   |
| 1986/1987 | 12e 10,00 punten | 4e 67,00 punten  |                   |
| 1987/1988 | 7e 10,00 punten  | · 72,00 punten   |                   |
| 1988/1989 | 10e 10,00 punten | · 68,00 punten   |                   |
| 1989/1990 | 5e 10,00 punten  | · 63,00 punten   |                   |
| 1990/1991 | 20e 8,00 punten  | 6e 60,00 punten  |                   |
| 1991/1992 | 17e 8,00 punten  | 5e 67,00 punten  |                   |
| 1992/1993 | 14e 89,00 punten | 4e 804,00 punten |                   |
| 1993/1994 | 14e 88,00 punten | 4e 704,00 punten |                   |
| 1994/1995 | 11e 93,00 punten | · 648,00 punten  |                   |
| 1995/1996 | 4e 96,00 punten  | · 772,00 punten  | · 220,00 punten   |
| 1996/1997 | 5e 97,00 punten  | · 484,00 punten  | 6e 344,00 punten  |
| 1997/1998 | 10e 89,00 punten | · 532,00 punten  | 17e 112,00 punten |
| 1999/2000 | 50e 20,00 punten | 27e 80,00 punten |                   |
| 2001/2002 | 70e 3,00 punten  | 37e 16,00 punten |                   |

Wereldbekerzeges
| Datum            | Plaats              | Onderdeel |
| ---------------- | ------------------- | --------- |
| 7 maart 1987     | Oberjoch            | Moguls    |
| 20 december 1987 | La Plagne           | Moguls    |
| 19 maart 1988    | Meiringen-Hasliberg | Moguls    |
| 19 december 1992 | Piancavallo         | Moguls    |
| 15 december 1994 | Tignes              | Moguls    |
| 3 februari 1995  | Oberjoch            | Moguls    |
| 8 februari 1995  | Meiringen-Hasliberg | Moguls    |
| 10 december 1995 | Tignes              | Moguls    |
| 6 december 1996  | Tignes              | Moguls    |
| 13 december 1996 | La Plagne           | Moguls    |

### Europabekerbeker
Eindklasseringen
| Seizoen   | Algemeen        | Moguls           | Dual moguls      |
| --------- | --------------- | ---------------- | ---------------- |
| 1998/1999 | 48e 4,00 punten | 40e 25,00 punten | 22e 25,00 punten |

Europabekerzeges
| Datum           | Plaats        | Onderdeel   |
| --------------- | ------------- | ----------- |
| 1 december 1995 | Sölden        | Moguls      |
| 2 december 1995 | Sölden        | Moguls      |
| 12 februari     | Thalkirchdorf | Moguls      |
| 13 februari     | Thalkirchdorf | Dual moguls |